# AMC-1
O AMC-1, antigo GE-1, foi um satélite de comunicação geoestacionário construído pela Lockheed Martin. Foi uma espaçonave híbrida atuando nas bandas C e Ku que esteve localizado na posição orbital de 130,9 graus de longitude oeste, em órbita inclinada, e foi operado inicialmente pela GE Americom e, posteriormente pela SES. O satélite foi baseado na plataforma A2100A e sua expectativa de vida útil era de 15 anos. O satélite saiu de serviço em junho de 2023 e foi enviado para a órbita cemitério.

## Lançamento
O satélite foi lançado com sucesso ao espaço no dia 8 de setembro de 1996, por meio de um veículo Atlas IIA a partir da Estação da Força Aérea de Cabo Canaveral na Flórida, EUA. Ele tinha uma massa de lançamento de 2783 kg.

## Capacidade e cobertura
O AMC-1 está equipado com 24 transponders de banda Ku e 24 de banda C para fornecer transmissão de negócio, cabo e serviços de telefonia móvel para os 50 estados dos Estados Unidos e o Caribe.

## Espaçonave
- Projeto: Lockheed Martin (A2100)
- Localização orbital: 103° Oeste
- Vida útil: 15 anos
- Lançamento: 8 de Setembro de 1996
- Veículo: Atlas IIA

## Carga útil de banda C
- Frequência: 24 x 36 MHz
- Tipo de Amp: SSPA, 12 a 18-watt (ajustável)
- Redundância de Amp: 16 por 12
- Redundância de receptor: 4 por 2
- Cobertura: CONUS, Alasca, Avaí, México, Caribe, Canadá

## Carga útil de banda Ku
- Frequência: 24 x 36 MHz
- Tipo de Amp: TWTA, 60-watt
- Redundância de Amp: 18 por 12
- Redundância de receptor: 4 por 2
- Cobertura: CONUS, Alasca, Avaí, México (Norte), Canadá (Sul)[4]